# Straub Norbert
Straub Norbert (1999. augusztus 18. –) magyar színész, szinkronszínész.

## Munkássága

### Filmográfia

#### Filmek
| Cím                                                                            | Szerep                                                                        | Szinész |
| ------------------------------------------------------------------------------ | ----------------------------------------------------------------------------- | ------- |
| Ez a szakasz egyelőre üres vagy erősen hiányos . Segíts te is a kibővítésében! |                                                                               |         |
|                                                                                | Ez a szakasz egyelőre üres vagy erősen hiányos. Segíts te is a kibővítésében! |         |

#### Sorozatok
| Cím                              | Szerep               | Színész                                          |
| -------------------------------- | -------------------- | ------------------------------------------------ |
| Gumball csodálatos világa        | Darwin Watterson     | Kwesi Boakye                                     |
| Tom és Jerry-show                | Falatka (1. évad)    | Kath Soucie                                      |
| A Mancs őrjárat                  | Ryder                | Owen Mason                                       |
| A Thunderman család              | Csicska              | Jace Norman                                      |
| Csűrcsavarosdi                   | Pörge                | Alex Velleman                                    |
| Ki vagy, doki? (Karácsonyi ének) | Kazran gyerekkorában | Laurence Belcher                                 |
| A Lyoko Kód                      | Herb Pichon          | Bruno Mullenaerts (francia) David Gasman (angol) |